# Distretto di Dingtao
Il distretto di Dingtao (定陶区S, Dìngtáo QūP) è un distretto della Cina, situato nella provincia dello Shandong e amministrato dalla prefettura di Heze.